# العلاقات البحرينية الكونغوية
العلاقات البحرينية الكونغولية هي العلاقات الثنائية التي تجمع بين البحرين وجمهورية الكونغو.

## مقارنة بين البلدين
هذه مقارنة عامة ومرجعية للدولتين:
| وجه المقارنة                                              | البحرين       | [[تصنيف:صفحات تستخدم رمز علم غير موجود\|]] جمهورية الكونغو |
| --------------------------------------------------------- | ------------- | ---------------------------------------------------------- |
| المساحة (كم2)                                             | 765           | 342.00 ألف                                                 |
| عدد السكان (نسمة)                                         | 1.49 مليون    | 5.26 مليون                                                 |
| الكثافة السكانية (ن./كم²)                                 | 194.77 ألف    | 15.38                                                      |
| العاصمة                                                   | المنامة       | برازافيل                                                   |
| اللغة الرسمية                                             | اللغة العربية | لغة فرنسية                                                 |
| العملة                                                    | دينار بحريني  | فرنك وسط أفريقي                                            |
| الناتج المحلي الإجمالي (بليون دولار)                      | 35.31 مليار   | 8.72 مليار                                                 |
| الناتج المحلي الإجمالي (تعادل القوة الشرائية) بليون دولار | 64.16 مليار   | 29.48 مليار                                                |
| الناتج المحلي الإجمالي الاسمي للفرد دولار أمريكي          | 22.60 ألف     | 1.85 ألف                                                   |
| الناتج المحلي الإجمالي للفرد دولار أمريكي                 | 45.50 ألف     |                                                            |
| مؤشر التنمية البشرية                                      | 0.824         | 0.591                                                      |
| رمز المكالمات الدولي                                      | +973          | +242                                                       |
| رمز الإنترنت                                              | .bh           | .cg                                                        |
| المنطقة الزمنية                                           | ت ع م+03:00   | ت ع م+01:00                                                |

## منظمات دولية مشتركة
يشترك البلدان في عضوية مجموعة من المنظمات الدولية، منها:
| علم المنظمة | اسم المنظمة                               | تاريخ انضمام البحرين | تاريخ انضمام جمهورية الكونغو |
| ----------- | ----------------------------------------- | -------------------- | ---------------------------- |
|             | منظمة التجارة العالمية                    | ?                    | ?                            |
|             | يونسكو                                    | 18 يناير 1972        | 24 أكتوبر 1960               |
|             | البنك الدولي للإنشاء والتعمير             | 15 سبتمبر 1972       | 10 يوليو 1963                |
|             | وكالة ضمان الاستثمار متعدد الأطراف        | 12 أبريل 1988        | 16 أكتوبر 1991               |
|             | منظمة الشرطة الجنائية الدولية             | ?                    | ?                            |
|             | مؤسسة التمويل الدولية                     | 22 سبتمبر 1995       | 1 أكتوبر 1980                |
|             | الأمم المتحدة                             | 21 سبتمبر 1971       | 20 سبتمبر 1960               |
|             | الفريق المعني برصد الأرض                  | ?                    | ?                            |
|             | منظمة حظر الأسلحة الكيميائية              | ?                    | ?                            |
|             | المركز الدولي لتسوية المنازعات الاستشارية | 15 مارس 1996         | 14 أكتوبر 1966               |

## وصلات خارجية
- موقع وزارة الخارجية البحرينية